# József Pogány

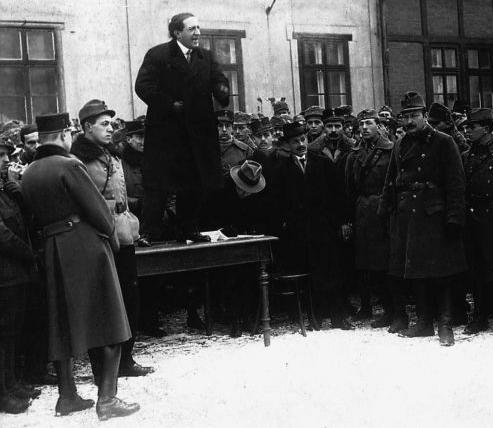
Pogány tijdsens de Hongaarse revolutie van 1919

József Pogány (geboren als József Schwartz; Boedapest, 8 november 1886 - Sovjet-Unie, 8 februari 1938) was een Hongaars-Amerikaans communistisch politicus.
Pogány was betrokken bij de communistische revolutie in Hongarije in 1919, maar na de val van de Hongaarse Radenrepubliek vluchtte hij samen met de communistische leider Béla Kun naar de Sovjet-Unie.
In de jaren 1920 reisde hij onder de naam John Pepper verschillende keren naar de Verenigde Staten als lid van de Communistische Internationale. In opdracht van Jozef Stalin moest hij erop toezien dat de trotskisten werden uitgesloten uit de Communistische Partij van de Verenigde Staten. Hierbij kwam hij in conflict met de Amerikaanse trotskistenleider James P. Cannon.
Uiteindelijk werd Pogány echter zelf een slachtoffer van het stalinisme toen hij tijdens de Grote Zuivering in 1937 werd gearresteerd en vervolgens geëxecuteerd.
- Bibsys: 98046162
- Bibliothèque nationale de France: cb10250529n (data)
- Gemeinsame Normdatei: 12665140X
- International Standard Name Identifier: 0000 0000 6894 6821
- Library of Congress Control Number: n2009052392
- Nationale Bibliotheek van Tsjechië: uk2011655091
- Nationale Bibliotheek van Israël: 987007493960305171
- Nationale Bibliotheek van Polen: a0000001045911
- Nationale en Universitaire bibliotheek Zagreb: 000412162
- Virtual International Authority File: 96744518
- WorldCat: E39PBJjmQMjmxhPx4WQgTjmPQq